# André de Baudement
André de Baudement, né vers 1070 et mort en 1146, est seigneur de Baudement, de la Fère-en-Tardenois, de Nesles, de Longueville, Pontarsy et de Quincy, ainsi que sénéchal de Champagne au début du XIIe siècle.
Par son mariage avec Agnès de Braine, il devient également seigneur de Braine.
Il fait partie des trois seigneurs laïcs qui assistent au concile de Troyes de 1129 chargé de reconnaître officiellement l'ordre du Temple.

## Biographie
Au début du règne d'André de Baudement, le comté de Champagne est encore séparé entre le comté de Meaux et celui de Troyes. Il apparait d'abord comme vassal de Thibaut IV de Blois, comte de Blois, de Chartres de Châteaudun et de Meaux, avant d'en devenir le sénéchal. Il apparait alors dans de nombreuses chartes de ce comte.
À la suite de son mariage avec Agnès de Braine, fille et héritière d'Hugues de Braine et de son épouse Ade de Soissons, il devient également seigneur de Braine.

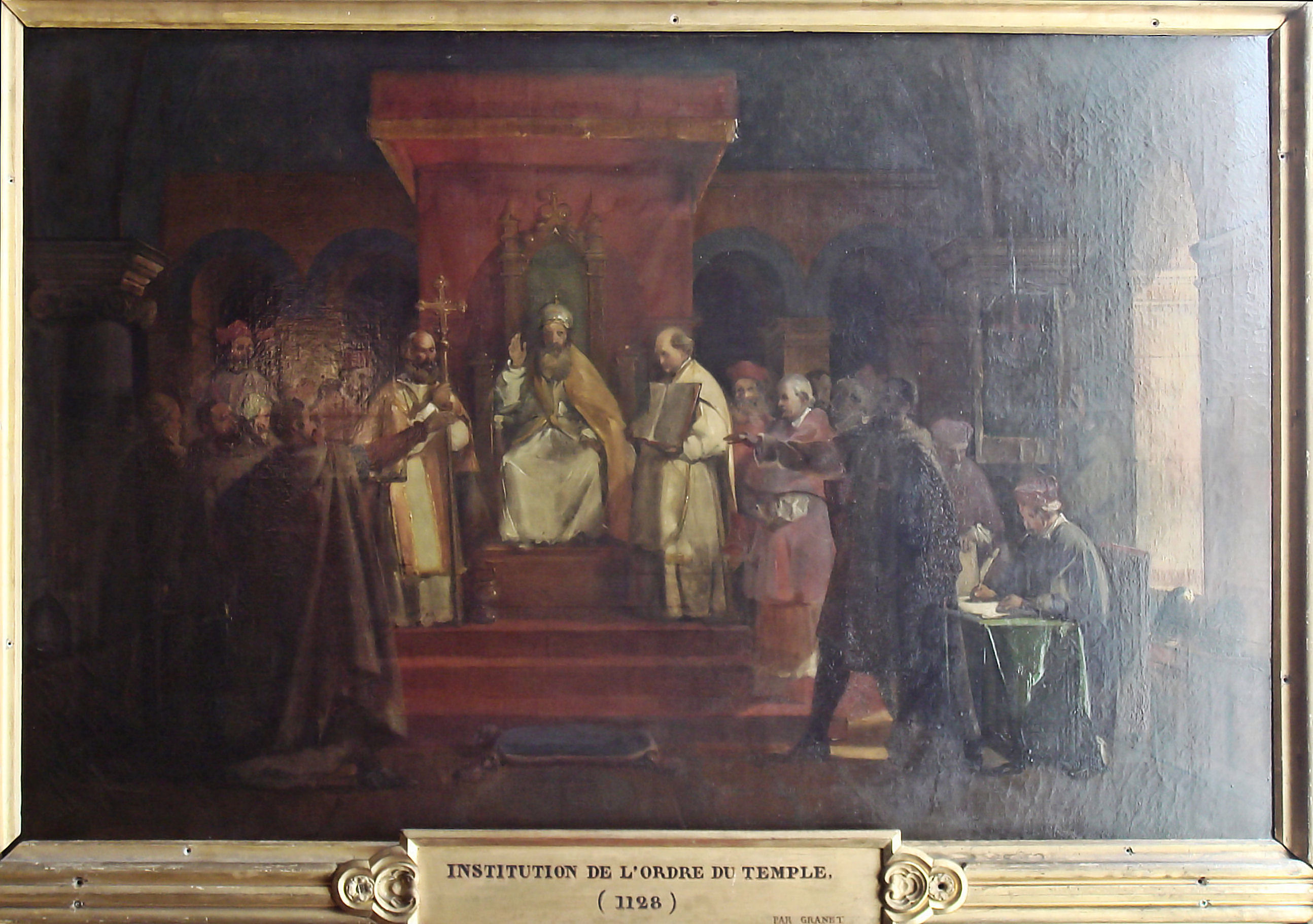
Le concile de Troyes par Granet, château de Versailles.

En 1129, il fait partie des trois seigneurs laïcs, avec le comte de Champagne Thibaut et le comte de Nevers, de Tonnerre et d'Auxerre Guillaume II, qui assistent au concile de Troyes chargé de reconnaître officiellement l'ordre du Temple et où est également présent Hugues de Payns,. C'est probablement à l'issue de ce concile que son fils Guillaume de Baudement devient Templier.
Plus tard la même année, Bernard de Clairvaux fonde l'abbaye Notre-Dame d'Ourscamp à la demande de Simon de Vermandois, évêque de Noyon, et un fils d'André de Baudement, Waleran, est choisi par le futur saint Bernard pour en devenir le premier abbé, probablement avec le soutien du comte Thibaut.
Il est possible qu'à la fin de sa vie, André de Baudement ait renoncé à ses titres au profit de son fils Guy de Baudement afin de devenir religieux dans l'ordre de Citeaux à l'abbaye de Clairvaux tandis que sa femme Agnès de Braine devient religieuse dans l'ordre de Prémontré,.

## Mariage et enfants

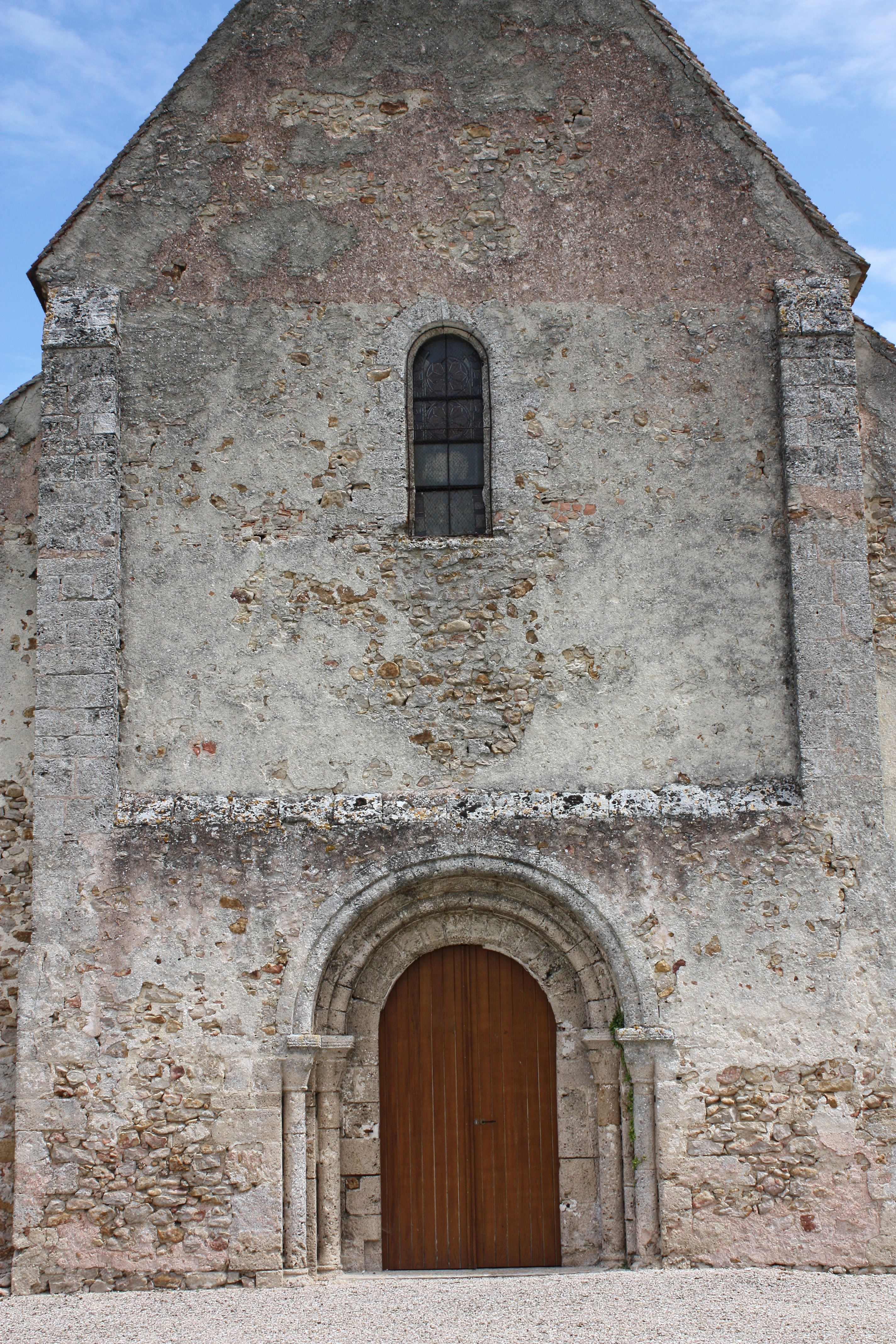
Église Saint-Leu-de-Sens de Baudement.

Vers 1105, il épouse Agnès de Braine, héritière de Braine, fille d'Hugues de Braine et de son épouse Ade de Soissons, avec qui il a plusieurs enfants, :
- André de Baudement, semble avoir été l'aîné mais devient moine à l'abbaye de Pontigny ;
- Guillaume de Baudement, cité dans une charte de 1130 et qui devient Templier ;
- Guy de Baudement, qui succède à son père ;
- Thibaut de Baudement, moine à l'abbaye de Prémontré ;
- Waleran de Baudement, moine à l'abbaye de Clairvaux, puis abbé Saint-Martin d'Épernay et enfin abbé de Notre-Dame d'Ourscamp ;
- Helvide de Baudement, qui épouse en premières noces Hugues de Montréal, seigneur de Montréal, d'où postérité. Veuve, elle épouse en secondes noces Guy Ier de Dampierre, seigneur de Dampierre, d'où postérité ;
- Humbeline de Baudement, qui épouse en premières noces Anséric II de Chacenay, seigneur de Chacenay, d'où postérité. Veuve, elle épouse en secondes noces Gautier II de Brienne, comte de Brienne, d'où postérité ;
- Mathilde de Baudement, moniale à l'abbaye de Jully-les-Nonnains ;
- peut-être une autre fille également moniale à l'abbaye de Jully-les-Nonnains[11] ;
- peut-être Eustachie de Baudement[3],[10], qui épouse en premières noces Eudes de Corbeil comte de Corbeil, mais n'ont pas de postérité. Veuve, elle épouse en secondes noces Guillaume II de Garlande, d'où postérité. Peut-être la même que la précédente qui aurait pu devenir moniale après le décès de son second mari.